# Savannah 77
Savannah 77 – album koncertowy Elvisa Presleya, składający się z utworów nagranych 17 lutego 1977 w Savannah w Georgii. Wydany w 1994 roku.

## Lista utworów
1. „See See Rider”
2. „I Got a Woman-Amen”
3. „Love Me”
4. „Fairytale”
5. „Jailhouse Rock”
6. „You Gave Me a Mountain”
7. „’O sole mio (Sherrill Nielsen) – It’s Now or Never”
8. „Little Sister”
9. „Teddy Bear” - „Don’t Be Cruel”
10. „Trying to Get to You”
11. „My Way”
12. „Polk Salad Annie”
13. „Band Introductions”
14. „Early Morning Rain” feat. John Wilkinson
15. „What’d I Say” feat. James Burton
16. „Johnny B. Goode” feat. James Burton
17. „Love Letters”
18. „School Day”
19. „Hurt”
20. „Hound Dog”
21. „Unchained Melody”
22. „Can’t Help Falling in Love”